# Allodontichthys tamazulae
Allodontichthys tamazulae är en fiskart som beskrevs av Turner, 1946. Allodontichthys tamazulae ingår i släktet Allodontichthys och familjen Goodeidae. Inga underarter finns listade i Catalogue of Life.